# Venturiales
Ordre
Les Venturiales sont un ordre de champignons de la classe des Dothideomycetes.

## Liste des familles
Selon MycoBank (25 août 2023) :
- Cylindrosympodiaceae Crous, M. Shen & Y. Zhang ter, 2020
- Sympoventuriaceae Y. Zhang ter, C.L. Schoch & K.D. Hyde, 2011
- Venturiaceae E. Müll. & Arx ex M.E. Barr, 1979

## Systématique
Le nom correct complet (avec auteur) de ce taxon est Venturiales Y. Zhang ter, C.L. Schoch & K.D. Hyde, 2011.

### Publication originale
- (en) Ying Zhang, Pedro W. Crous, Conrad L. Schoch et Ali H. Bahkali, « A molecular, morphological and ecological re-appraisal of Venturiales ― a new order of Dothideomycetes », Fungal Diversity, vol. 51, no 1,‎ 1er décembre 2011, p. 249–277 (ISSN 1878-9129, PMID 22368534, PMCID PMC3285419, DOI 10.1007/s13225-011-0141-x, lire en ligne, consulté le 25 août 2023)